# Craig Pollock
Craig Pollock (Falkirk; 20 de febrero de 1956) es un empresario británico. Fue el gerente del piloto campeón de la temporada 1997 de Fórmula 1, Jacques Villeneuve, a lo largo de su carrera de alto nivel. Pollock fue el fundador del equipo British American Racing (BAR) y se desempeñó como director ejecutivo y director del equipo de 1999 a 2002.

## Carrera
Pollock trabajó como profesor a fines de la década de 1970 (Keith Grammar School) y se convirtió en director deportivo (1981-85) en el College Beausoleil en Villars, Suiza. Allí enseñó a un joven Jacques Villeneuve que había sido enviado a la escuela tras la muerte de su padre Gilles.
Después de dejar la escuela, Villeneuve siguió una carrera como piloto de automovilismo, siguiendo los pasos de su padre. Villeneuve ingresó a la Fórmula 3 con Prema Racing en Italia y obtuvo resultados relativamente pobres. Los dos hombres volvieron a estar juntos por un encuentro casual en el circuito de Suzuka. Villeneuve fue invitado por un fotógrafo japonés y fanático de su difunto padre para asistir a un evento durante el fin de semana del GP. Pollock asistía a un negocio relacionado con Honda. El encuentro en el circuito dio lugar a tres encuentros en Suiza cuando Villeneuve perseguía la posibilidad de que Pollock dirigiera su carrera. Pollock aceptó después de la última reunión. La primera iniciativa de Pollock fue negociar con Toyota Team TOM'S en Japón y trasladar a Villeneuve a Tokio, donde podría tener la oportunidad de desarrollar su puro talento como piloto en 1992. Durante este año, Jean-Claude Torchia, que trabajaba para Imperial Tobacco en Montreal, se puso en contacto con Pollock para ver si Villeneuve aceptaría conducir el chasis Formula Atlantic en Trois-Rivières, Quebec. Esto abrió la puerta para que Pollock comenzara futuras negociaciones para la carrera de Villeneuve en Estados Unidos. Se firmó un contrato de 3 años.
En 1993, Villeneuve corrió en la Formula Atlantic antes de irrumpir en la INDYCAR LLC al año siguiente. Después de ganar en Road America en su temporada de novato, Villeneuve ganó el campeonato y las prestigiosas 500 Millas de Indianápolis en 1995. Pollock usó esta racha ganadora para negociar la entrada de Villeneuve en la F1 con el equipo Williams Racing, donde ganó el campeonato en su segundo año, 1997.
Durante el último año de Villeneuve en IndyCar, Pollock había estado trabajando en segundo plano para establecer un nuevo equipo de Fórmula 1 cuando Adrian Reynard le dijo que si podía obtener la financiación, el socio proveedor del motor y un piloto para el equipo, podía contar con la ayuda de Reynard.
British American Tobacco (BAT) se hizo cargo de Imperial Tobacco Canada y la puerta estaba abierta para que Pollock usara sus contactos del éxito de IndyCar. Pollock convenció a BAT para que invirtiera en el proyecto de F1, utilizando sus antiguos contactos de Imperial Tobacco, que ahora trabaja para BAT en el Reino Unido.
En 1998, Pollock compró Tyrrell con sus socios y terminó dirigiendo el equipo en 1998, mientras que al mismo tiempo construía British American Racing (BAR) desde un sitio de Greenfield, Pollock contrató a su amigo cercano y piloto para que fuera el líder del equipo. Inmediatamente una figura controvertida, Pollock casi de inmediato hizo numerosas afirmaciones sobre el éxito que tendría su equipo durante el gran lanzamiento del equipo BAR F1 por parte de su socio y director técnico del equipo, Adrian Reynard, quien anunció frente a todos los periodistas que Reynard había siempre obtenido la pole position en su primera carrera, luego «ganó» el campeonato en su segunda temporada. BAR no obtuvo puntos en su primer año debido a la falta de fiabilidad.
Pollock dedicó su tiempo a trabajar tanto para mejorar el equipo que negoció con éxito el regreso de Honda a la F1 con BAR. BAR-Honda se lanzó en 2000 y terminó quinto en el campeonato (cuarto igualado en puntos con Benetton) en la segunda temporada de un nuevo equipo en el deporte.
Pollock dirigió a Villeneuve hasta el final de su carrera en la Fórmula 1.
Tras la salida de Pollock de BAR, Kevin Kalkhoven se puso en contacto con él para volver a la Fórmula 1 y llevar a cabo una diligencia debida del equipo Arrows en quiebra, pero Pollock decidió no hacerlo. Kalkhoven sugirió que ingresaran a la serie CART y Pollock negoció la compra de los activos del equipo PacWest Cart e ingresó al campeonato CART para la temporada 2003. Pollock logró esto solo durante una temporada y solicitó que Kalkhoven comprara sus acciones para administrar él mismo este equipo. Durante este período, Pollock le presentó a Kalkhoven a un exsocio comercial, Gerald Forsythe. A partir de esta introducción, tanto Kalkhoven como Forsythe compraron la serie y Cosworth.
Pollock y Villeneuve terminaron su relación comercial formal en enero de 2008, pero siguen siendo cercanos.

### PURE
En mayo de 2011, Pollock anunció la creación de Propulsion Universelle et Recuperation d'Energie (PURE SA), una empresa de ingeniería que se creó para diseñar y suministrar unidades de potencia a la F1 como proveedor independiente. Pollock se convirtió en el único inversor en PURE SA y debido a la falta de inversión externa (habiendo invertido su propia riqueza personal) decidió cerrar el proyecto en 2014, habiendo terminado el diseño completo de la unidad de potencia de F1. PURE SA se liquidó el mismo año y Pollock retuvo la propiedad intelectual de los diseños de la unidad de potencia.
En julio de 2012, el director técnico Gilles Simon anunció su salida de PURE en un correo electrónico general enviado a proveedores y colegas debido a las dificultades financieras que atravesaba la empresa. Desde la partida de Gilles Simon, los problemas financieros de PURE han sido muy publicitados en todo el mundo.